# Funicolare di Bergamo-San Vigilio
La funicolare di Bergamo-San Vigilio è uno dei due impianti di funicolare della città di Bergamo. Inaugurata nel 1912, collega la città alta, presso la porta Sant'Alessandro alla sommità del colle di San Vigilio. È gestita da ATB.
La funicolare è inserita nella zona urbana del sistema tariffario a zone.

## Storia

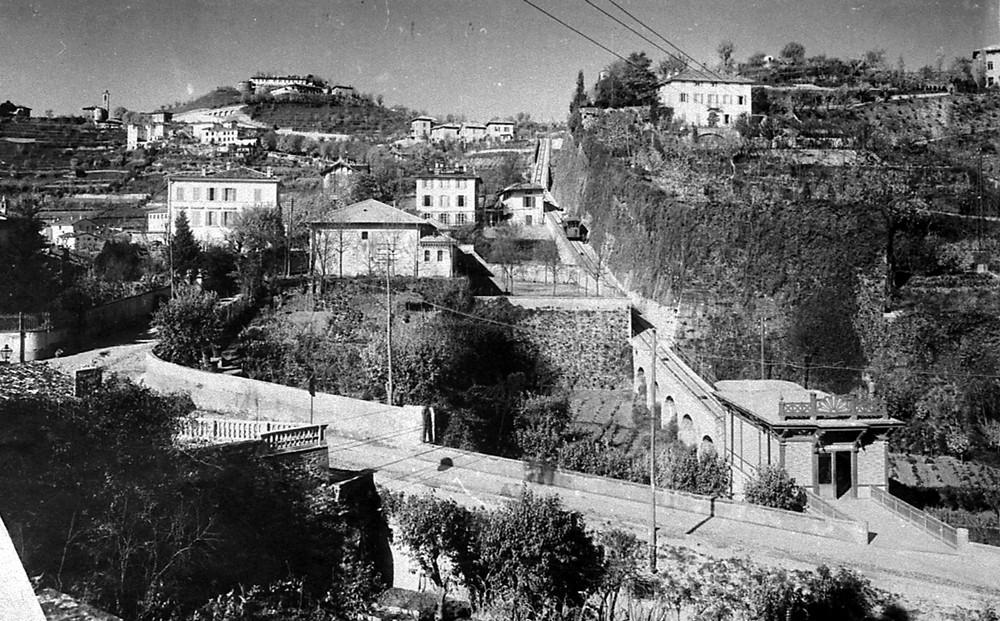
L'impianto in una foto del 1912 circa, al termine della costruzione

La costruzione della funicolare fu concepita poco dopo l'inizio dei lavori dell'altra funicolare bergamasca, quella di Bergamo Alta. A promuoverne la costruzione fu l'ingegner Alessandro Ferretti, già progettista del citato impianto e al quale era stata affidata altresì la concessione per l'esercizio della rete tranviaria di Bergamo. Si pensò che il nuovo impianto potesse favorire l'urbanizzazione del colle di San Vigilio, un progetto in seguito non realizzato.
La Société des Usines L. de Roll di Berna costruì la parte meccanica, mentre le carrozze originarie vennero costruite dalla bergamasca Fervet. La prima corsa della funicolare avvenne il 27 agosto del 1912.
La società costituita per la funicolare fallì nel 1918, per cui in quell'anno l'Azienda Municipalizzata Funicolari e Tranvie Elettriche (AMFTE) subentrò nella gestione.

Nel 1976, scaduta la concessione governativa, l'impianto venne chiuso anche a motivo della necessità di adeguare lo stesso ai nuovi requisiti di sicurezza richiesti; un progetto in tal senso fu elaborato nel 1984 e nel 1987 iniziarono i relativi lavori condotti a cura della Ceretti e Tanfani. Nel 1991 la funicolare venne riaperta, riducendo il numero dei veicoli da 2 a 1 ed eliminando il raddoppio intermedio, rivelatosi non necessario in considerazione del traffico servito.

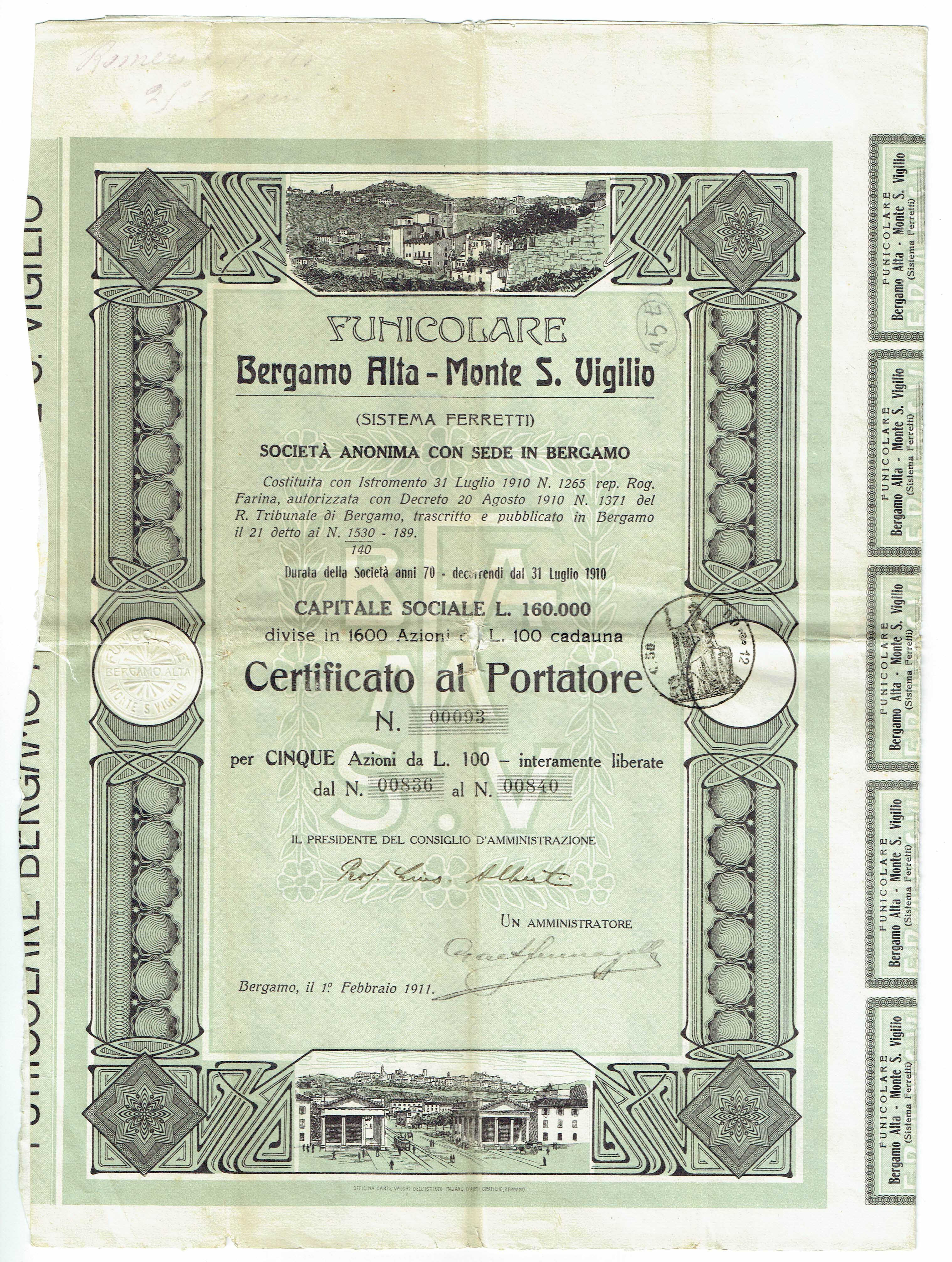
Azione Funicolare Bergamo Alta - Monte S. Vigilio S.A. del 1º febbraio 1911

## Caratteristiche e percorso
| Urban head station |

| Unknown route-map component "ueSPLa" |

| Unknown route-map component "ueSPLe" |

| Urban End station |

L'impianto, lungo 630 metri, consente di superare il dislivello di 90 metri fra la stazione inferiore di Bergamo Alta, posta a 369 metri s.l.m. e i 459 metri s.l.m.) del capolinea superiore. La pendenza massima è pari al 22%.
La vettura, della capacità di 55 posti, compie l'intero tragitto in 2 minuti e 40 secondi.